# Hugo Brandt (Politiker)
Hugo Brandt (* 4. August 1930 in Mainz-Mombach; † 12. September 1989 in Grolsheim) war ein deutscher Politiker (SPD).

## Leben
Nach dem Schulbesuch und Abitur am Gymnasium am Kurfürstlichen Schloss 1949 absolvierte Brandt ein Studium an der Pädagogischen Akademie in Worms. Er legte 1951 das erste und 1954 das zweite Staatsexamen ab und arbeitete 1951 bis 1969 als Grundschullehrer in Grolsheim. 1962 bis 1968 studierte er Politikwissenschaften, Geschichte und Soziologie.
Er schloss sich 1960 der SPD an, wurde Mitglied im Landesvorstand der SPD Rheinland-Pfalz und war von 1981 bis 1985, als Nachfolger von Klaus von Dohnanyi und Vorgänger von Rudolf Scharping, Landesvorsitzender der Partei. Kommunalpolitisch war er 1965 bis 1969 als Mitglied des Kreistags Bingen tätig.
Brandt gehörte von 1969 bis 1983 als Abgeordneter dem Deutschen Bundestag an, war von 1983 bis 1985 Mitglied des rheinland-pfälzischen Landtags und dort Vorsitzender der SPD-Fraktion und Mitglied im Ältestenrat, Haushalts- und Finanzausschuss und Zwischenausschuss. Im September 1989 erlag Brandt einem Herzinfarkt.
Er war Mitglied im Rundfunkrat des SWF, im Kuratorium der Friedrich-Ebert-Stiftung und in der GEW.
2011 wurde der Hugo-Brandt-Preis von der SPD Mainz-Bingen zum ersten Mal an Roland Schäfer (* 1983 in Mainz) vergeben.

## Ehrungen
- 1984: Großes Verdienstkreuz der Bundesrepublik Deutschland
- 1987: Leibniz-Medaille der Akademie der Wissenschaften und der Literatur Mainz

Zu seinem Gedenken benannte die Gemeinde Grolsheim ihren Dorfplatz in Hugo-Brandt-Platz um.

## Veröffentlichungen
- (Hrsg.): Hoffen, zweifeln, abstimmen. Seit 1969 im Bundestag. 14 SPD-Abgeordnete berichten. Rowohlt Taschenbuch Verlag, Reinbek 1980, 580-ISBN 3-499-14644-4.